# 村上武資
村上 武資（むらかみ たけし、1965年2月23日 - ）は、日本の元プロテニス選手、テニス指導者。

## 人物
神奈川県相模原市出身。小学校6年（12歳）のときにテニスを本格的に始める。中学校時代、1978年度及び1979年度の全日本ジュニアテニス選手権U-14部門男子ダブルスでは丸山薫とのペアで2年連続優勝している。また1980年度の全日本ジュニアテニス選手権U-16部門男子シングルスで優勝、男子ダブルスでは丸山とのペアで実質ジュニア3連覇を果たした。
玉川学園高等部に入学後、全国高等学校総合体育大会では1982年度大会（鹿児島県）の男子シングルスで準優勝、全日本ジュニア選抜室内テニス選手権U-18部門男子シングルスで優勝している。
1983年に東海大学へ入学。1986年にプロ転向。同年の1986年アジア競技大会（大韓民国・ソウル特別市）テニス競技の日本代表選手として出場。1998年までプロ選手として活動。プロとしてはATPランキング男子シングルス613位が最高であった。
現役引退後、2003年に日本テニス協会公認ナショナルコーチに起用される。ジュニア世代の指導者としてジュニアデビスカップ&ジュニアフェドカップの日本代表監督を務め、錦織圭、杉田祐一、森田あゆみ、奈良くるみらを指導。
2009年にフェドカップ日本代表監督に就任し、2013年まで務める。その間、2012年ロンドンオリンピック日本代表監督も務め、錦織圭、添田豪、伊藤竜馬を召集して大会に挑んだ。
住友ゴム工業の子会社であるダンロップ・スポーツのアドバイザリーとして活動する傍ら、テニス用品メーカー・トアルソンの契約プロとしても活動。またテニス解説者としてWOWOW（BS放送）やGAORA（CS放送）のテニス中継解説者としてマイクロフォンサイドに立つことも多い。